# Ікани
Кайтанове (біл. вёска Іканы) — село в складі Борисовського району Мінської області, Білорусь. Село підпорядковане Іканській сільській раді, розташоване в північно-східній частині області.